# Fraize
Fraize – miejscowość i gmina we Francji, w departamencie Wogezy, w regionie Lotaryngia. Według danych na rok 2009 gminę zamieszkiwało 3056 osób.